# 阿斯 (硬币)
阿斯（as，复数形式 ，圣经希腊语 ）是一种青铜币，后来成为铜币，此硬币使用于罗马共和国和罗马帝国，其名来源是同意异意的重量单位（12  = 盎司），但是币值不受重量减低变化的影响。

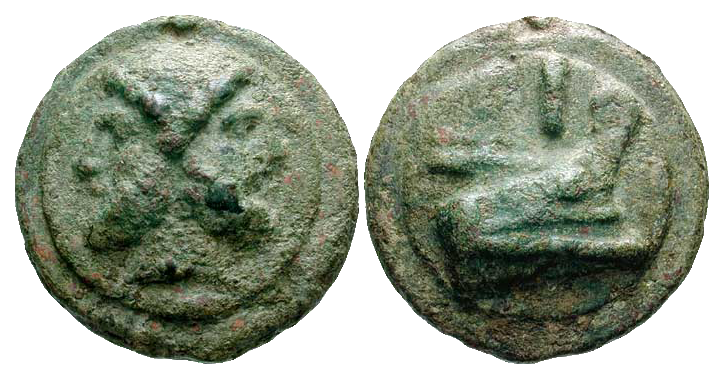
大約西元前240-225年，Æ Aes Grave 阿斯

## 共和时期货币制度
阿斯是一种在罗马共和国时期大量铸造的青铜硬币，它大约出现在前280年左右。 阿斯底下還可以分成幾種阿斯的分數的貨幣單位： (2/3)、 (1/2)、 (5/12)、 (1/3)、 (1/4)、 (1/6)、 (1/12，也是一个通用的重量单位) 和  (1/24)；以及阿斯的倍数的貨幣單位， (2)、塞斯特斯 (2.5)、 (3)、 (4)、 (5)和 (10)，這些貨幣同时都被使用。 
在阿斯被作為硬幣使用7年後，它的重量在某些地方有了改變，一種  阿斯被造出來（其意指為其重為六分之一磅）。同時也造了一種銀硬幣第纳里乌斯。較早期的羅馬銀幣因以希臘重量標準鑄造提升了他們在南意大利和巴爾幹半島的使用率，但後來所有羅馬的羅馬硬幣改以羅馬重量標準鑄造。第纳里乌斯（或稱為10鎊 （tenner））原本的價值是10阿斯，但在前140年左右，它的價值變成了16阿斯，據說這是由於布匿戰爭的財政支出的影響。

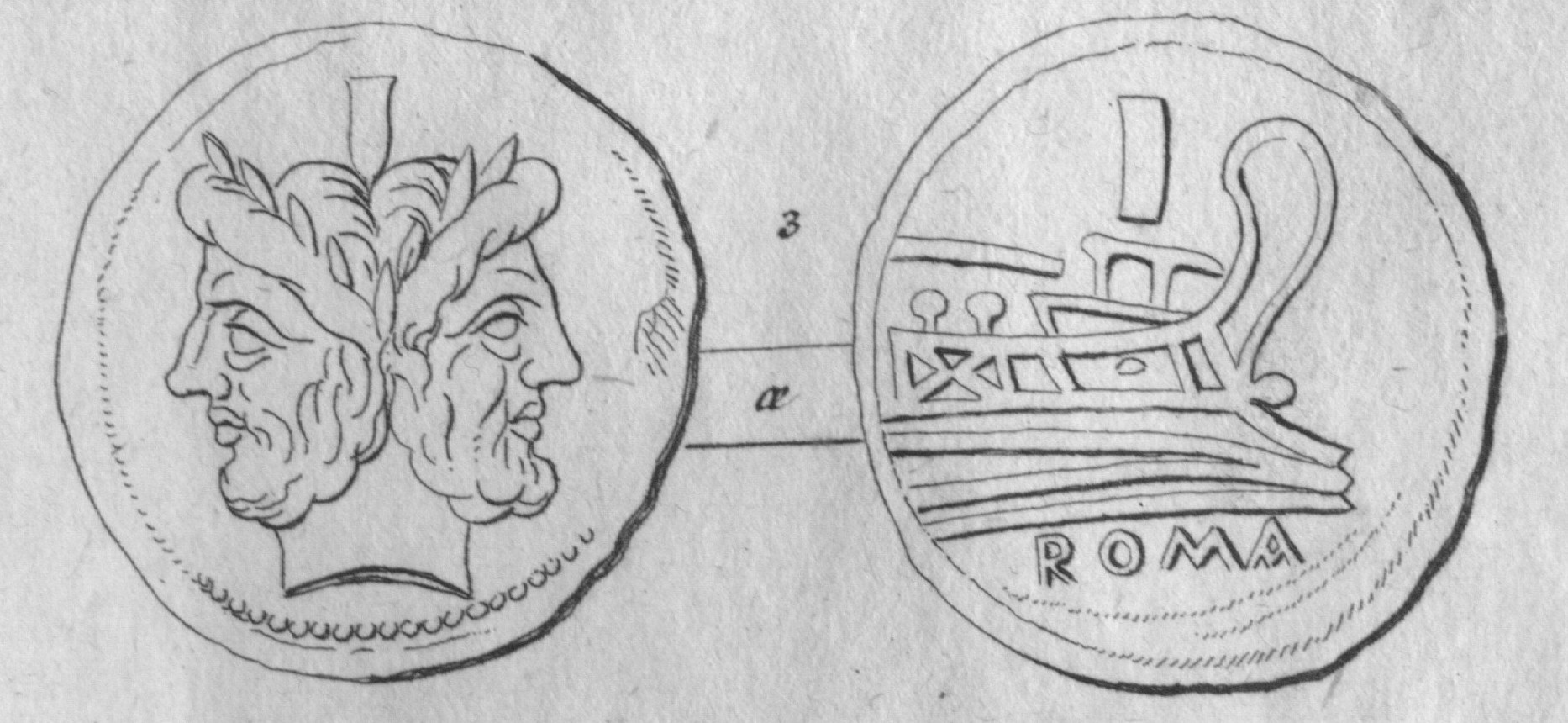
一枚羅馬共和時期的阿斯硬幣的蝕刻畫

在羅馬共和時期，阿斯硬幣的一面上有雅努斯的半身像，在另一面則有槳戰船的船頭。阿斯原本是基於 libral 和後來減少的 libral 重量標準所鑄造的，這種羅馬共和的青銅幣隨著其重量的減少也由鑄造轉成了壓製。在某些時期甚至曾經沒有鑄造過任何阿斯。

## 帝國時期貨幣制度

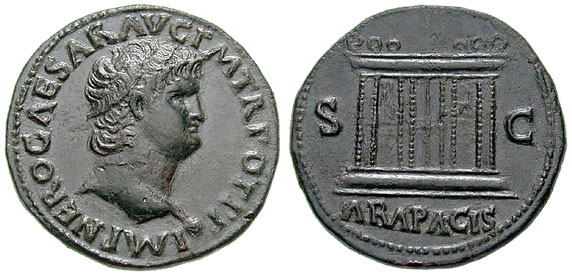
尼祿的阿斯幣

自屋大維在前23年的貨幣改革起，阿斯是以微紅的純銅打造（而非青銅），而塞斯特斯（或叫「兩塊半」，原本值2.5阿斯，後來為4阿斯）和  （2阿斯）以金色的青銅合金打造，並被貨幣學者稱為奧里哈魯根。阿斯到西元3世紀都一直持續打造，並是羅馬帝國固定會製造的硬幣中價值最低的硬幣（ 和  並不常被造出來，在馬爾庫斯·奧列里烏斯在位時甚至一枚也沒造），最後製造的那些阿斯是在奧勒良在位的270年和戴克里先在位的早期時期打造的。

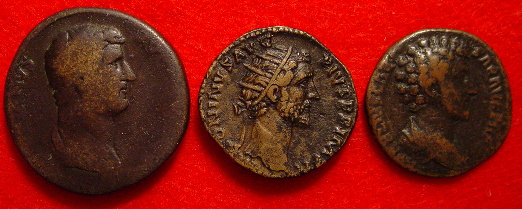
哈德良的 Sestertius 幣， 安敦寧·畢尤的 dupondius 幣，和奧列里烏斯的阿斯幣